# Cantonul Barenton
Cantonul Barenton este un canton din arondismentul Avranches, departamentul Manche, regiunea Basse-Normandie, Franța.

## Comune
| Comune                    | Populație (1999) | Cod poștal | Cod INSEE |
| ------------------------- | ---------------- | ---------- | --------- |
| Barenton                  | ...              | 50720      | 50029     |
| Ger                       | ...              | 50850      | 50200     |
| Saint-Cyr-du-Bailleul     | ...              | 50720      | 50462     |
| Saint-Georges-de-Rouelley | ...              | 50720      | 50474     |